# Оспитале ди Кадоре
Оспитале ди Кадоре (итал. Ospitale di Cadore) је насеље у Италији у округу Белуно, региону Венето.
Према процени из 2011. у насељу је живело 202 становника. Насеље се налази на надморској висини од 499 м.

## Становништво
Према резултатима пописа становништва 2011. у општини је живело 326 становника.
| 1931. | 1936. | 1951. | 1961. | 1971. | 1981. | 1991. | 2001. | 2011. |
| ----- | ----- | ----- | ----- | ----- | ----- | ----- | ----- | ----- |
| 952   | 780   | 814   | 797   | 549   | 438   | 395   | 365   | 326   |